# Ромуло Коасіча
Ромуло Коасіча (ісп. Romulo Koasicha; нар. 29 квітня 1991, м. Сан-Луїс-Потосі, Мексика) — мексиканський професійний боксер у напівлегкій ваговій категорії. 

## Кар'єра професіонала
Коасіча володів титулом чемпіона америки WBC в напівлегкій вазі, здобувши його у бою проти  Алісіо Кастанеда.Едуардо Бецерілл. Декілька разів зумів захистити титул, але згодом втратив його. Повторно здобув його, перемігши Александера Монтерроса. Невдало пробував здобути титул інтерконтинентального чемпіона WBC, програвши майбутньому чемпіону за версією IBF Лі Селбі.
Найвагомішим суперником Коасіча був український чемпіон за версією WBO Василь Ломаченко . Бій відбувся 7 листопада 2015 року і завершився перемогою українця у десятому раунді. Мексеканець зазнав 5 поразки у кар'єрі та першої нокаутом.

### Таблиця боїв
| 27 Перемог (17 нокаутом, 10 за рішенням суддів), 7 Поразок (1 нокаутом, 6 за рішенням суддів) |        |                         |        |         |      |                   |                                              |                                                                |
| Результат                                                                                     | Рекорд | Суперник                | Спосіб | Раунд   | Час  | Дата              | Місце проведення                             | Примітки                                                       |
| Перемога                                                                                      | 27-7   | Хесус Мігель Веласко    | TKO    | 3 (8)   | 1:35 | 22 березня 2018   | Palenque de la Feria, Сьюдад-Вальєс, Мексика |                                                                |
| Перемога                                                                                      | 26-7   | Мартін Алехандро Гарсія | RTD    | 8 (10)  | 3:00 | 18 листопада 2017 | Сан-Міґель-де-Альєнде, Мексика               |                                                                |
| Поразка                                                                                       | 25-7   | Хосуе Вераса            | UD     | 10      |      | 14 липня 2017     | Auditorio BlackBerry, Мехіко, Мексика        | Бій за вакантний титул WBO Latino в другій напівлегкій вазі.   |
| Поразка                                                                                       | 25-6   | Орландо Крус            | UD     | 10      |      | 4 березня 2016    | A La Carte Event Pavilion, Тампа, Флорида    | Бій за титул WBO NABO в другій напівлегкій вазі.               |
| Поразка                                                                                       | 25-5   | Василь Ломаченко        | KO     | 10 (12) | 2:35 | 7 листопада 2015  | Thomas & Mack Center, Лас-Вегас, Невада      | Бій за титул чемпіона світу за версією WBO в напівлегкій вазі. |